# Jean-Pierre Cornelissen
Pour les articles homonymes, voir Cornelissen.
 (juillet 2025).
La mise en forme du texte ne suit pas les recommandations de Wikipédia : il faut le « wikifier ».
Les points d'amélioration suivants sont les cas les plus fréquents. Le détail des points à revoir est peut-être précisé sur la page de discussion.
- Les titres sont pré-formatés par le logiciel. Ils ne sont ni en capitales, ni en gras.
- Le texte ne doit pas être écrit en capitales (les noms de famille non plus), ni en gras, ni en italique, ni en « petit »…
- Le gras n'est utilisé que pour surligner le titre de l'article dans l'introduction, une seule fois.
- L'italique est rarement utilisé : mots en langue étrangère, titres d'œuvres, noms de bateaux, etc.
- Les citations ne sont pas en italique mais en corps de texte normal. Elles sont entourées par des guillemets français : « et ».
- Les listes à puces sont à éviter, des paragraphes rédigés étant largement préférés. Les tableaux sont à réserver à la présentation de données structurées (résultats, etc.).
- Les appels de note de bas de page (petits chiffres en exposant, introduits par l'outil «  Source ») sont à placer entre la fin de phrase et le point final[comme ça].
- Les liens internes (vers d'autres articles de Wikipédia) sont à choisir avec parcimonie. Créez des liens vers des articles approfondissant le sujet. Les termes génériques sans rapport avec le sujet sont à éviter, ainsi que les répétitions de liens vers un même terme.
- Les liens externes sont à placer uniquement dans une section « Liens externes », à la fin de l'article. Ces liens sont à choisir avec parcimonie suivant les règles définies. Si un lien sert de source à l'article, son insertion dans le texte est à faire par les notes de bas de page.
- La présentation des références doit suivre les conventions bibliographiques. Il est recommandé d'utiliser les modèles {{Ouvrage}}, {{Chapitre}}, {{Article}}, {{Lien web}} et/ou {{Bibliographie}}. Le mode d'édition visuel peut mettre en forme automatiquement les références.
- Insérer une infobox (cadre d'informations à droite) n'est pas obligatoire pour parachever la mise en page.

Pour une aide détaillée, merci de consulter Aide:Wikification.
Si vous pensez que ces points ont été résolus, vous pouvez retirer ce bandeau et améliorer la mise en forme d'un autre article.
Jean-Pierre Cornelissen (né le 29 mai 1949 à Uccle) est un homme politique belge, membre successivement du FDF puis du MR. Député bruxellois de 1989 à 2004 sans interruption, il fut également échevin des finances à Koekelberg. Il est le père de l’échevine Magali Cornelissen.

## Biographie
Jean-Pierre Cornelissen est traducteur de formation et professeur de philologie germanique à l’Athénée royal de Koekelberg[réf. nécessaire]. Avant d'être homme politique à plein temps, il est professeur d'anglais à l’Athénée royal de Koekelberg.
Il entame son engagement politique au sein du FDF, dont il devient un cadre actif à Bruxelles, notamment en qualité de Secrétaire général.
Il est élu conseiller communal de Koekelberg dès 1976. De 1989 à 2004, il siège sans interruption au Parlement de la Région de Bruxelles-Capitale, dont il est vice-président à partir de 1995.
Il siège également au Parlement francophone bruxellois où il intervient sur les matières liées à la culture, à la formation et aux finances.

## Mandats communaux
À partir de 2000, Jean-Pierre Cornelissen devient échevin des finances à Koekelberg, poste qu’il occupe jusqu’en 2018. Il exerce également de nombreux mandats publics, notamment à la SLRB, chez Vivaqua ou encore à la Régie foncière. En 2012, il figure encore sur la liste du bourgmestre Philippe Pivin,.

## Vie familiale
Il est le père de Magali Cornelissen, juriste, musicienne et échevine MR à Ganshoren de 2012 à 2024, connue pour son engagement féministe, son implication dans des projets d’urbanisme participatif et la création de la première cellule de police dédiée à la lutte contre les mariages blancs à Saint-Josse-ten-Noode.